# Mauvages
Mauvages – miejscowość i gmina we Francji, w regionie Grand Est, w departamencie Moza.
Według danych na rok 1990 gminę zamieszkiwało 238 osób, a gęstość zaludnienia wynosiła 11 osób/km² (wśród 2335 gmin Lotaryngii Mauvages plasuje się na 808. miejscu pod względem liczby ludności, natomiast pod względem powierzchni na miejscu 143.).